# Figlie di Nostra Signora della Compassione
Le Figlie di Nostra Signora della Compassione (in inglese Daughters of Our Lady of Compassion) sono un istituto religioso femminile di diritto pontificio: le suore di questa congregazione pospongono al loro nome la sigla D.O.L.C.

## Storia
La congregazione fu fondata da Suzanne Aubert (1835-1926): figlia spirituale di Jean-Marie Vianney, nel 1869 lasciò la Francia per la Nuova Zelanda e nel 1883, con il sostegno del vescovo di Auckland, iniziò a progettare la creazione di una comunità di religiose per l'apostolato missionario presso gli indigeni Maori.
La Aubert fondò una missione a Jerusalem e il vescovo di Wellington, il marista Francis Mary Redwood, nel 1892 eresse l'associazione delle Figlie di Nostra Signora della Compassione in congregazione religiosa.
La congregazione ricevette il pontificio decreto di lode il 1º aprile 1917 e l'approvazione definitiva della Santa Sede il 28 marzo 1949.

## Attività e diffusione
Le suore della congregazione si dedicano all'educazione della gioventù, all'assistenza agli ammalati e alle opere sociali.
Oltre che in Nuova Zelanda, sono presenti in Australia, Figi e Tonga; la sede generalizia è a Wellington, in Nuova Zelanda.
Alla fine del 2008 la congregazione contava 84 suore in 23 case.